# عمير
عمير إحدى بلديات دائرة شتوان بولاية تلمسان الجزائرية.